# Famille de Montault
La famille de Montault est une famille subsistante de la noblesse française d'extraction chevaleresque originaire d'Armagnac dont la filiation suivie remonte à 1352. Elle pourrait appartenir à une famille de Montault en Gascogne et Languedoc qui aurait donné trois grandes branches (Bénac-Navailles ; Castelnau ; et Saint-Sivier) séparées avant le milieu du XIVe siècle, mais dont le rattachement n'est pas prouvé.

## Histoire
Les auteurs du Bulletin de la Société héraldique et généalogique de France (1881) écrivent : « Deux terres du nom de Montaut sont plus particulièrement connues : la première était une des quatre baronnies de l'Armagnac ; la seconde, située dans le haut Languedoc, à peu de distance de Noé, avait dû, selon quelques auteurs, constituer l'apanage d'une branche cadette des seigneurs de cette dernière ville. Deux familles principales existent encore sous les noms de Montault et Montaut ; comme on doit s'y attendre, elles réclament pour auteurs : l'une, les anciens barons de Montaut, en Armagnac ; l'autre, les seigneurs de Montaut dans le haut Languedoc. »
C'est-à-dire : Montaut d'Armagnac (blason losangé d'argent et d'azur) ; et Montaut près de Noé (dont le maréchal-duc (Philippe de Bénac) de Navailles ; blason losangé d'or et de gueules) ; 
Ils ajoutent sur la famille subsistante de nos jours : « Il existe de nos jours en Normandie une maison de Montault qui porte les armes des Montaut d'Armagnac et est originaire de la même province. Elle a fait ses preuves de Cour en 1771 et a établi à cette occasion sa généalogie depuis les frères Odon et Vésian de Montault qui figurent avec d'autres seigneurs dans une charte de concession du comte d'Armagnac datée du 6 janvier 1391. La jonction de cette branche, dite des barons de Castelnau, avec la souche, n'est point littéralement établie, mais on peut la considérer comme très-vraisemblable. »
Henri Jougla de Morenas écrit, dans le Grand Armorial de France (1948), « La famille de Montault (Montaud ou Montaut) (...) semble s'être divisée en 3 grandes lignes : Bénac-Navailles, Castelnau et Saint-Sivier, dont les jonctions antérieures au milieu du XIVe siècle ne sont pas connues ; toutefois, la présence dans les productions faites devant Beaujon, en 1770 pour les Castelnau, et en 1787 devant Chérin pour les Saint-Sivier, d'actes des XIIIe siècle et XIVe siècle appartenant au tronc commun de Bénac, renforce ce sentiment. »
Cet auteur donne une filiation suivie de cette famille à partir de Galin de Montault, damoiseau, vivant en 1352, qui eut pour fils Eudes (aussi appelé Odon), mentionné en 1418, qui fut le père de Jean de Montault,  co-seigneur de Castelnau d'Arville (plutôt d'Arbieu), qui épousa en 1406 Bonne d'Astarac.
Régis Valette dans son Catalogue de la noblesse française (2007) indique que famille de Montault subsistante est une famille d'extraction chevaleresque originaire d'Armagnac dont la filiation prouvée remonte à 1352.
La famille de Montault est membre de l'Association d'entraide de la noblesse française, depuis 1988.

## Armes
Les armes de la famille se blasonnent ainsi : Losangé d'argent et d'azur.

## Titres
- Titre de courtoisie de marquis de Montaut pris lors de la présentation aux honneurs de la Cour[1], titre « emprunté » selon Charondas (1970)[6]
- Comte de l'Empire (9 septembre 1810)[4],[7].

## Personnalités
- Armand-Charles-Henri de Montault (1772-1859) dit marquis de Montault, comte de l'Empire en 1810, chambellan de l'Empereur, gentilhomme de la chambre des rois Louis XVIII et Charles X, maire de Nointot, conseiller général de la Seine-Inférieure, marié en 1799, à Aglaé-Marie-Magdeleine du Bosc de Radepont puis 1803, à Angélique-Louise-Charlotte d'Héricy[7].

## Alliances
Les principales alliance de la famille de la famille subsistante de Montault sont : d'Astarac (1426), d'Isalguier (1491), de Comminges (1528), de Las (1570), de Bezolles (1596), d'Antras (1605), de La Crompe (1670), Le Prévost de Saint-Julien (1760), d'Héricy (1803), de La Rochefoucauld (1827), Marquet de Montbreton (1848), de Rohan-Chabot (1877).